# Bernard Deck
Pour les articles homonymes, voir Deck.
Bernard Deck, né le 16 mars 1943 à Strasbourg dans le Bas-Rhin, est un dirigeant de presse catholique français. Il est directeur de la publication de L’Ami du Peuple Hebdo depuis 1987.

## Biographie

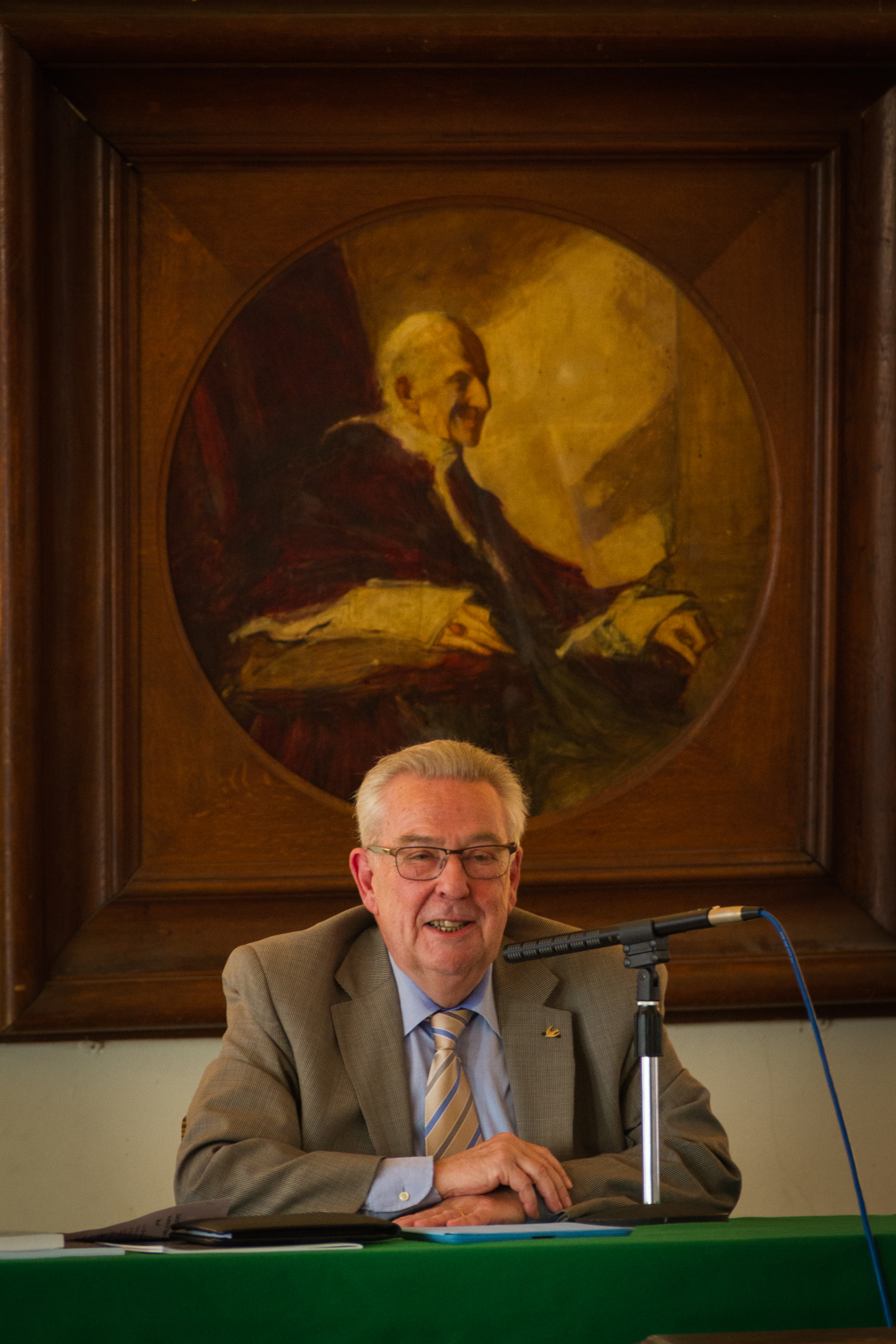
Bernard Deck lors d’une conférence au Foyer de l'étudiant catholique, Strasbourg, juin 2013.

Bernard Deck est le fils de Nicolas Deck, ouvrier, et de Madeleine Jost. Il fait ses études au Lycée Fustel-de-Coulanges et au Lycée Technique d'État Louis Couffignal à Strasbourg.
Il se lance dans l’animation socio-culturelle et devient en 1967, secrétaire général du regroupement des associations culturelles et sportives du diocèse de Strasbourg (Avant-garde du Rhin, Foyers-clubs, Fédération des sociétés de chants et de musique, Fédération du théâtre) aux côtés de Marcel Rudloff.
Pendant cette période, il participe à la création de nombreuses associations : Cercle Robert-Schumann, Comité pour Strasbourg, capitale européenne, Centre d’animation musicale de Strasbourg.
De 1979 à 1986, il dirige le quotidien bilingue catholique Le Nouvel alsacien/Der Elsässer. À la disparition de ce dernier en 1986, il crée le mensuel Objectif Alsace.
Il édite le premier manuel d’apprentissage de l’alsacien avec Eugène Phillips et fonde en 1981 avec Raymond Bitsch, « E Friehjohr fer unseri Sproch / Le printemps de la langue régionale », une association pour la défense de la langue alsacienne qu’il préside,.
En 1992, Bernard Deck devient président-directeur général de l’hebdomadaire chrétien L’Ami du peuple/Der Volksfreund, créé en 1858 et connu aujourd’hui sous le titre de L'Ami hebdo.
De 1982 à 2005, il préside le Centre d’étude et d’Action Sociales d’Alsace (CEAS).
Bernard Deck a reçu en 2002 le Bretzel d'or, pour sa promotion du patrimoine linguistique. Il est trésorier de l’Association de la Presse Catholique Régionale (APCR).

## Distinctions
- Goldschwälmele 2012 [6],[7].
- Membre d’honneur du Comité des Bretzels d’Or [8].

## Publications
- Les élections municipales à Strasbourg, 1945/1971, avec J.-L. Hirtler, A. Muller et C. Nachbar, Éditions Développement et Communauté, 1971.
- Les jeunes d’Alsace et de Moselle dans l’armée allemande, Éditions L’Ami du Peuple, Strasbourg, 2005.